# Cratere Stieglitz
Stieglitz  è un cratere sulla superficie di Mercurio.